# Kapazitive Füllstandmessung
Zur Füllstandmessung werden unterschiedliche physikalische Verfahren angewendet. Eines davon ist die Kapazitive Füllstandmessung oder -detektierung, bei der die gegenüber Gasen oder Luft unterschiedliche Dielektrizitätskonstante oder Leitfähigkeit der Füll-Flüssigkeit ausgenutzt wird.

## Funktionsprinzipien
Der kapazitive Sensor beruht auf der Änderung der Kapazität eines teilweise durch die Flüssigkeit gebildeten Kondensators bei Veränderung des Füllstandes.

### Sonde im Tank

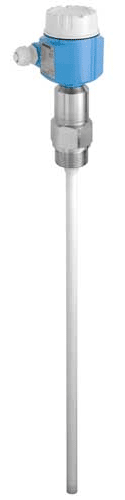
Beispiel für den Aufbau einer kapazitiven Sonde

Zur Messung bildet eine im Inneren befindliche Sonde und die elektrisch leitende Behälterwand einen elektrischen Kondensator. Befindet sich die Sonde in Luft (1), wird eine bestimmte niedrige Anfangskapazität gemessen. Wird der Behälter befüllt, so steigt mit zunehmender Bedeckung der Sonde die Kapazität des Kondensators. Bei der Ausführung der kapazitiven Sonde als Grenzsignalgeber schaltet dieser, wenn die bei der Kalibrierung festgelegte Kapazität erreicht wird. Bei kapazitiven Sonden zur kontinuierlichen Füllstandmessung ist es auch möglich, ab einer Leitfähigkeit von 100 μS/cm unabhängig von der Dielektrizitätskonstante (DK) der Flüssigkeit, den Füllstand zu messen. Dadurch haben Schwankungen des DK-Wertes keinen Einfluss auf die Messwertanzeige. Weiterhin werden damit Fehler durch Füllgutansatz oder Kondensat vermieden.
(1): CA = Anfangskapazität (Sonde frei)

(2): R = Leitfähigkeit der Flüssigkeit, C = Kapazität der Flüssigkeit 

(3): CE = Endkapazität (Sonde bedeckt), ΔC: Kapazitätsänderung

Die Sondenelektronik wandelt die Kapazität in eine elektrische Impulsfolge um und verstärkt sie. Die Auswerteelektronik berechnet aus der Impulsrate den Messwert. Die Kapazitätsänderung des Mediums wird zu einem dem Füllstand proportionalen Signal umgewandelt und ermöglicht die Anzeige des Füllstandes.

#### Mechanischer Aufbau
Eine kapazitive Sonde besteht üblicherweise aus einem Elektronikeinsatz im Gehäuse mit Kabeleinführung, dem Prozessanschluss und einem in den Behälter ragenden Sondenstab oder Sondenseil. Sondenstab oder Sondenseil sind typischerweise aus Edelstahl und mit einer PTFE- oder PFA (Perfluoralkoxylalkan)-Isolation überzogen. Die kapazitive Sonde ist dabei oftmals nach einem Baukastenprinzip mit unterschiedlichen Prozessanschlüssen, Gehäusen und Elektroniken kombinierbar. Dadurch ist eine Anpassung an die Einsatzbedingungen möglich.

#### Anwendungsmöglichkeiten
Die Einbaulage von kapazitiven Sonden  zur kontinuierlichen Füllstandmessung ist stets senkrecht, parallel zur Behälterwandung. Neben der kontinuierlichen Füllstandmessung ist mit diesen Sonden auch eine Trennschichtmessung zwischen z. B. Öl und Wasser möglich. Bei Sonden zur Grenzstanderfassung ist der Einbau von oben (Stab oder Seil) oder von der Seite (Stab) machbar. Weitere Anwendungsmöglichkeiten sind neben der reinen Grenzstanderfassung in Flüssigkeiten und Schüttgütern auch die Trennschichtdetektion, Schaumdetektion oder die Pumpensteuerung. Moderne kapazitive Sonden sind heute in der Lage den Einfluss Ansatz an der Sonde zu kompensieren, dadurch lassen sie sich auch in hochviskosen, anhaftenden Medien einsetzen.

### Sensoren außerhalb des Tanks
Ist der Tank nichtleitend, kann auch von außerhalb des Tanks der Füllstand kapazitiv bestimmt werden. Dazu werden oft Kapazitive Näherungsschalter eingesetzt, die in der Lage sind, auch nichtleitende Stoffe zu erkennen. Sie werden außen an der Stelle des höchsten und/oder niedrigsten Füllstandes angebracht und derart kalibriert, dass sie nur bei einem Medium im Inneren ansprechen, nicht jedoch durch die Behälterwand selbst.